# Perth Challenger 1981
Il Perth Challenger 1981 è stato un torneo di tennis facente parte della categoria ATP Challenger Series nell'ambito dell'ATP Challenger Series 1981. Il torneo si è giocato a Perth in Australia dal 12 al 18 gennaio 1981 su campi in erba.

## Vincitori

### Singolare
John Fitzgerald ha battuto in finale  Syd Ball con il punteggio di 6–2, 6–2

### Doppio
Syd Ball /  Cliff Letcher hanno battuto in finale  Colin Dibley /  John James con il punteggio di 3–6, 7–6, 8–6